# 阿爾卡達克區

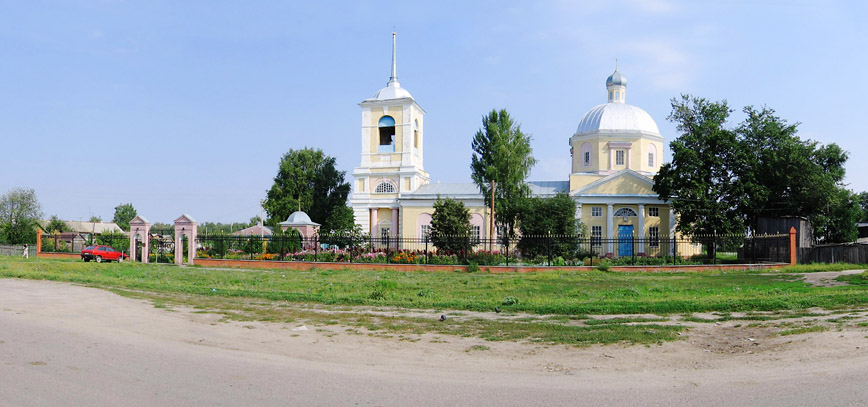

51°56′19″N 43°30′09″E / 51.93861°N 43.50250°E
阿爾卡達克區（俄语：Аркадакский район），是俄羅斯的一個區，位於該國西南部，由薩拉托夫州負責管轄，面積2,200平方公里，2010年人口26,236，人口密度每平方公里11.93人。